# Stefan Cieślak (fotoreporter)
Stefan Cieślak (ur. 30 sierpnia 1920 w Trzebieniu, zm. 3 czerwca 2013 w Szczecinie) – polski fotoreporter, nestor fotografii prasowej w Szczecinie.

## Życiorys
Od 15 roku życia interesował się lotami szybowcowymi, a po ukończeniu w 1937, szkoły handlowej, jako ochotnik trafił do pułku lotniczego. Po agresji III Rzeszy na Polskę we wrześniu 1939, z powodu braków maszynowych próbował ewakuować się do Rumunii, ale uniemożliwiła to agresja ZSRR na Polskę. W konspiracji działał najpierw w ramach Związku Walki Zbrojnej a następnie Armii Krajowej. Uczestnik akcji dywersyjnych, nasłuchu radiowego, organizował zrzuty broni oraz lądowanie cichociemnych. Następnie w armii gen. Berlinga, otrzymał skierowanie do szkoły lotniczej, którą ukończył w 1947 r., nie uzyskując przydziału do jednostki za wcześniejszą działalność w AK.
Pracę fotoreportera zaczynał w Służbie Polsce oraz jednocześnie w pierwszej polskiej gazecie w Szczecinie – Kurierze Szczecińskim, gdzie pracował w latach 1948–1973. Od połowy lat 70-XX wieku, do emerytury pracował w Głosie Szczecińskim. W swojej pracy był bardzo sumienny, był wszędzie tam gdzie działo się coś ważnego. Podczas pracy fotoreportera fotografował najważniejsze wydarzenia w Szczecinie, dokumentował prace szczecińskich zakładów przemysłowych, stoczni, placówek kulturalnych i oświatowych, wydarzenia kulturalne i polityczne, architekturę miasta. Portretował wybitne i ciekawe osobistości miasta. Fotografował powojenne życie miasta, jego zdjęcia są bardzo dobrej jakości i stanowią wielką wartość historyczną.
Na kilka lat przed śmiercią przekazał bogaty zbiór zdjęć Książnicy Pomorskiej. Zmarł 3 czerwca 2013 r., został pochowany 11 czerwca na cmentarzu Centralnym w Szczecinie (kwatera 41A).
Uhonorowany Krzyżem Kawalerskim Orderu Odrodzenia Polski, Złotym i Srebrnym Krzyżem Zasługi, medalem „Gryf Szczeciński”, Medalem 40-lecia Polski Ludowej, wieloma dyplomami, odznaczeniami wojskowymi i resortowymi.